# Semaías

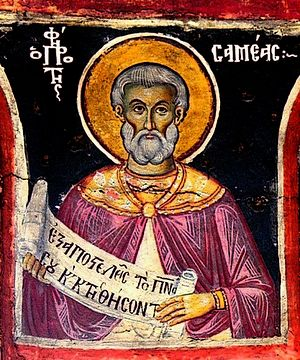
Um ícone ortodoxo grego do profeta Shemaiah

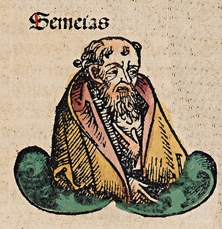
Xilogravura da Crônica de Nuremberg.

Semaías foi um profeta de Deus durante o reinado de Roboão, filho de Salomão.
Depois da revolta das dez tribos setentrionais, em 931 a.C., Semaías proferiu as palavras de Deus proibindo a tentativa de Roboão de reconquistá-las.
Em 927 a.C., no quinto ano de Roboão, o rei egípcio Sisaque I invadiu Judá, e Semaías informou Roboão e seus príncipes que Deus os abandonara, visto que eles O haviam abandonado. Todavia, visto que Roboão e os príncipes se humilharam, Deus amainou a destrutividade da invasão. Semaías fez também um dos registros escritos do reinado de Roboão.